# Tejsjebaini
Tejsjebaini, tegenwoordig Karmir Bloer genoemd (Armeens:Կարմիր Բլուր, Nederlands: Rode Heuvel), is een archeologische vindplaats rondom een historische stad en een fort in de Armeense hoofdstad Jerevan.
De vindplaats stamt uit de ijzertijd en is een fort van het koninkrijk Urartu. Het fort werd gesticht tussen 650 en 600 voor Christus en verlaten in 585 na Christus.
Andere archeologische vindplaatsen in Jerevan zijn de eveneens uit de tijd van Urartu stammende Fort van Ereboeni en de uit de bronstijd stammende Sjengavitnederzetting.

## Afbeeldingen

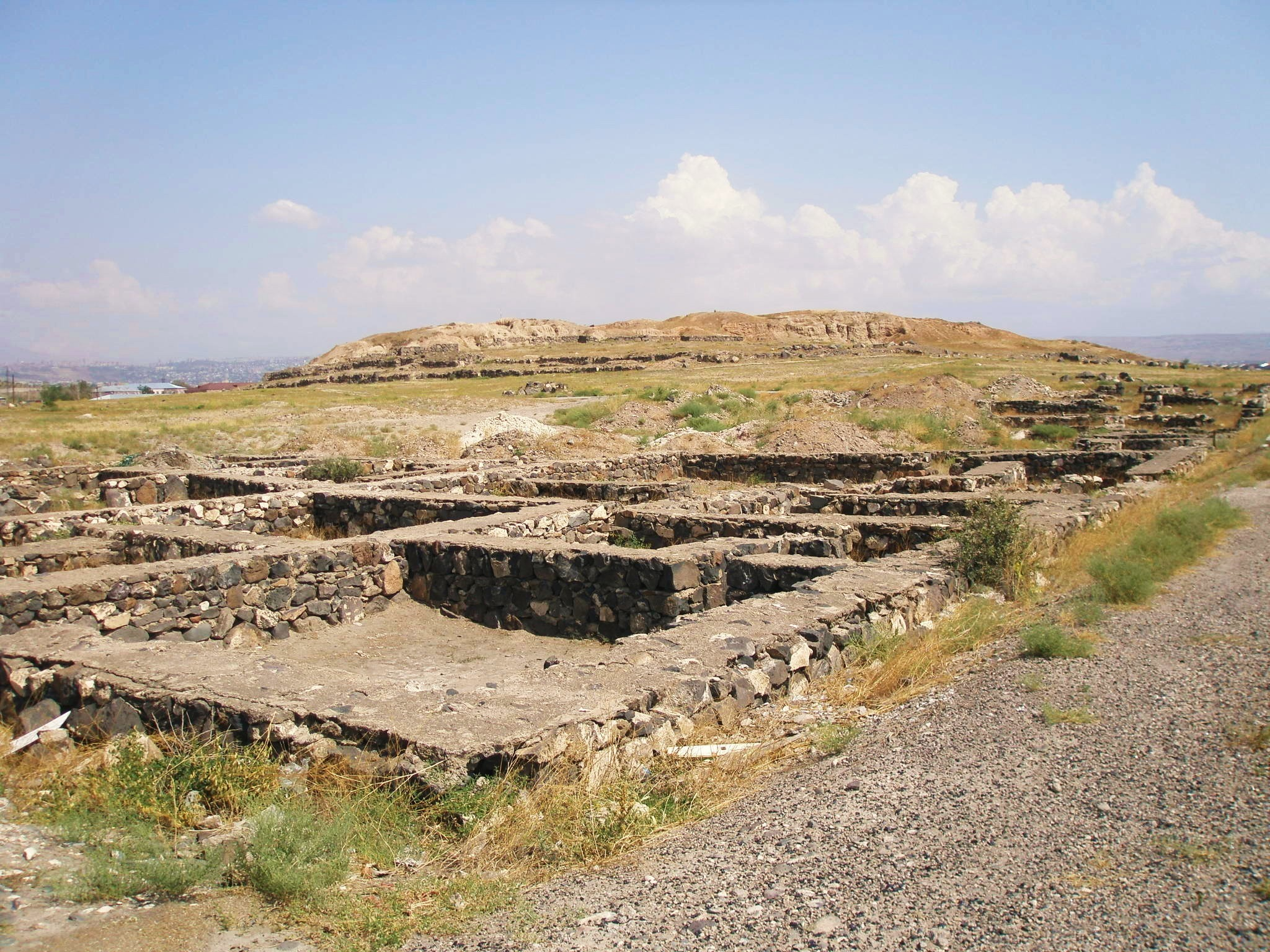
restanten van de historische stad, op de achtergrond het fort
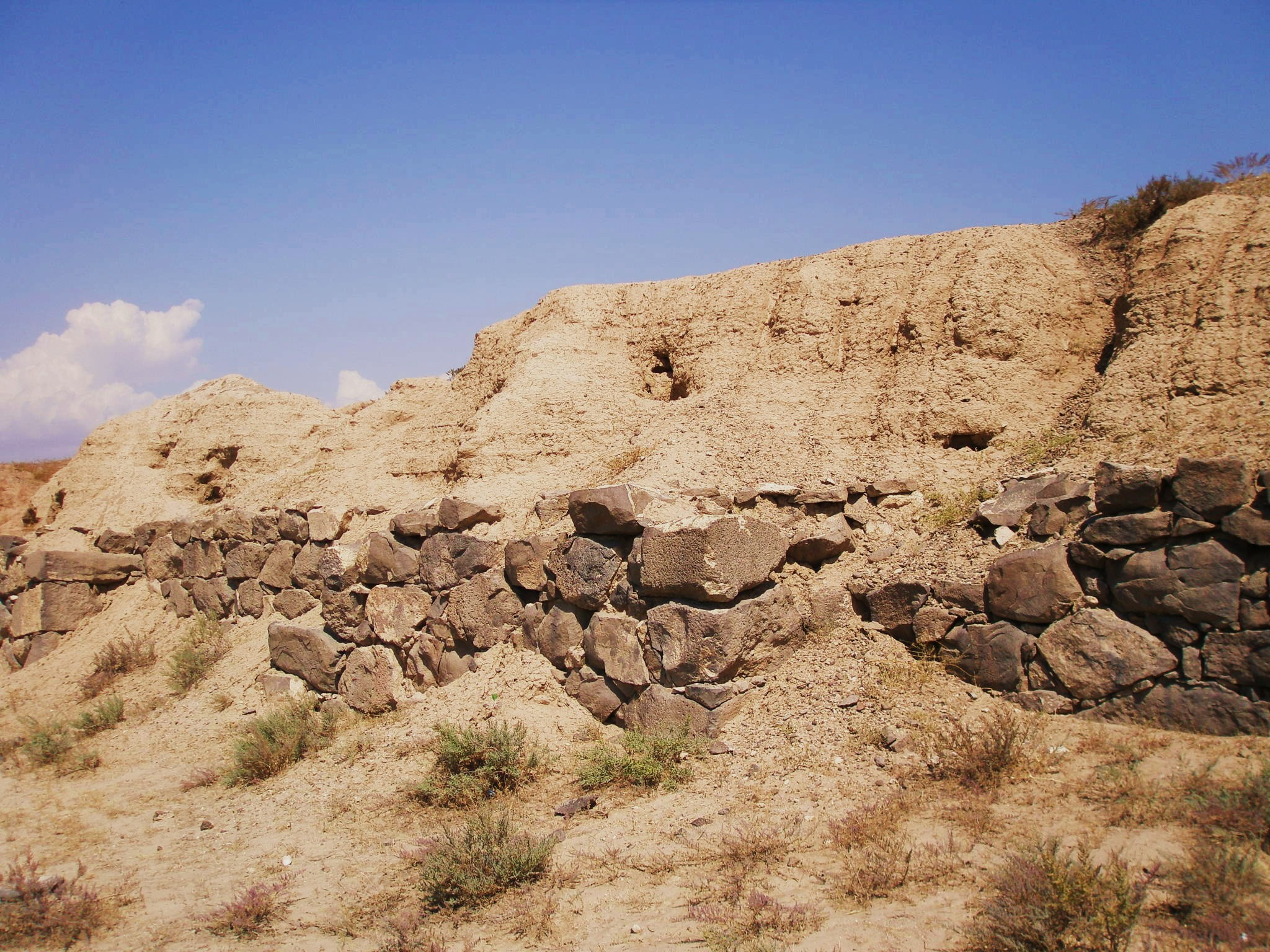
de historische muren van het fort, deels bestaand uit steen en leemsteen
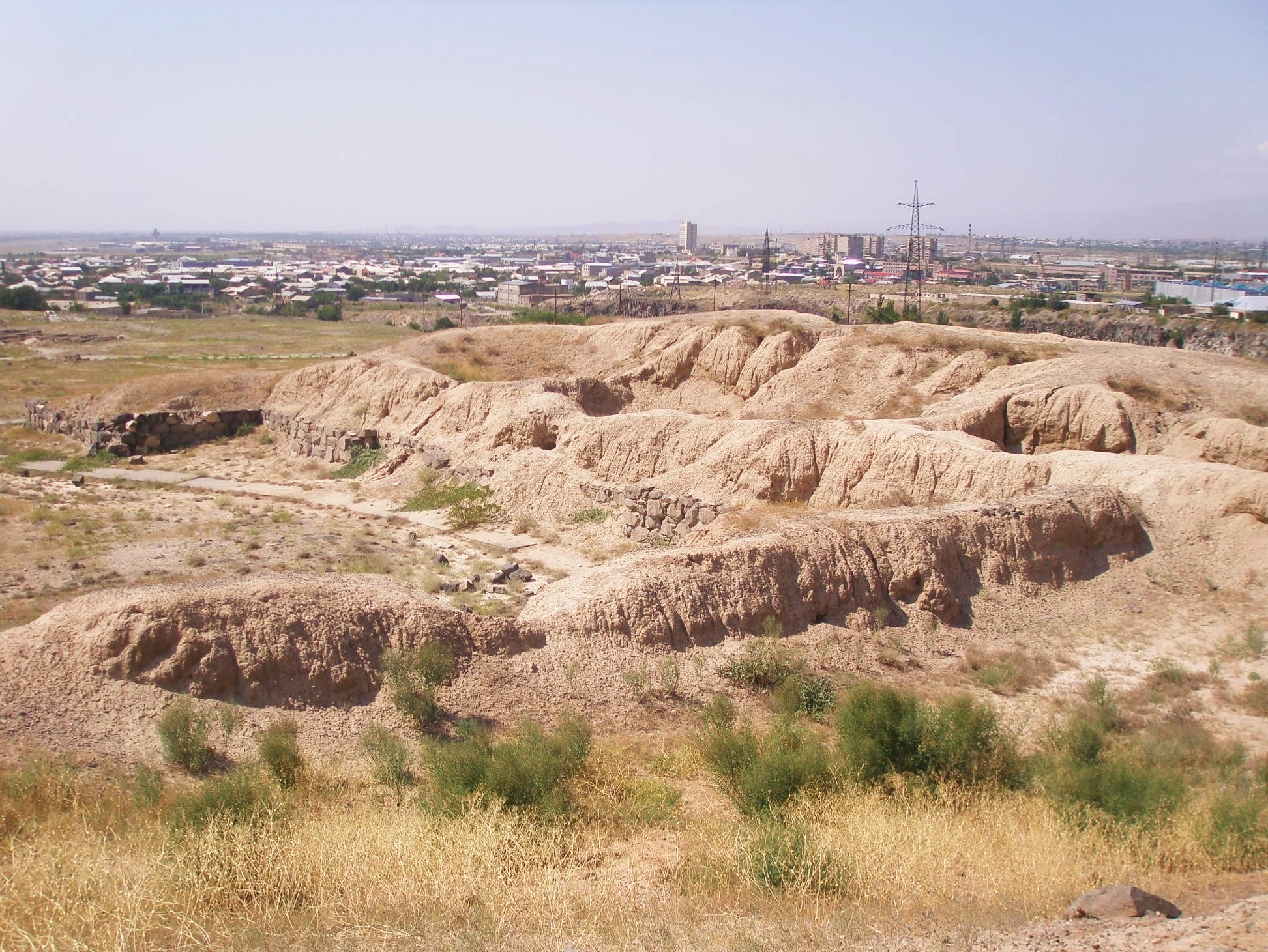
het fort vanuit de lucht

- Library of Congress Control Number: sh2011003980
- Nationale Bibliotheek van Israël: 987007568243505171